# انفلات حراري

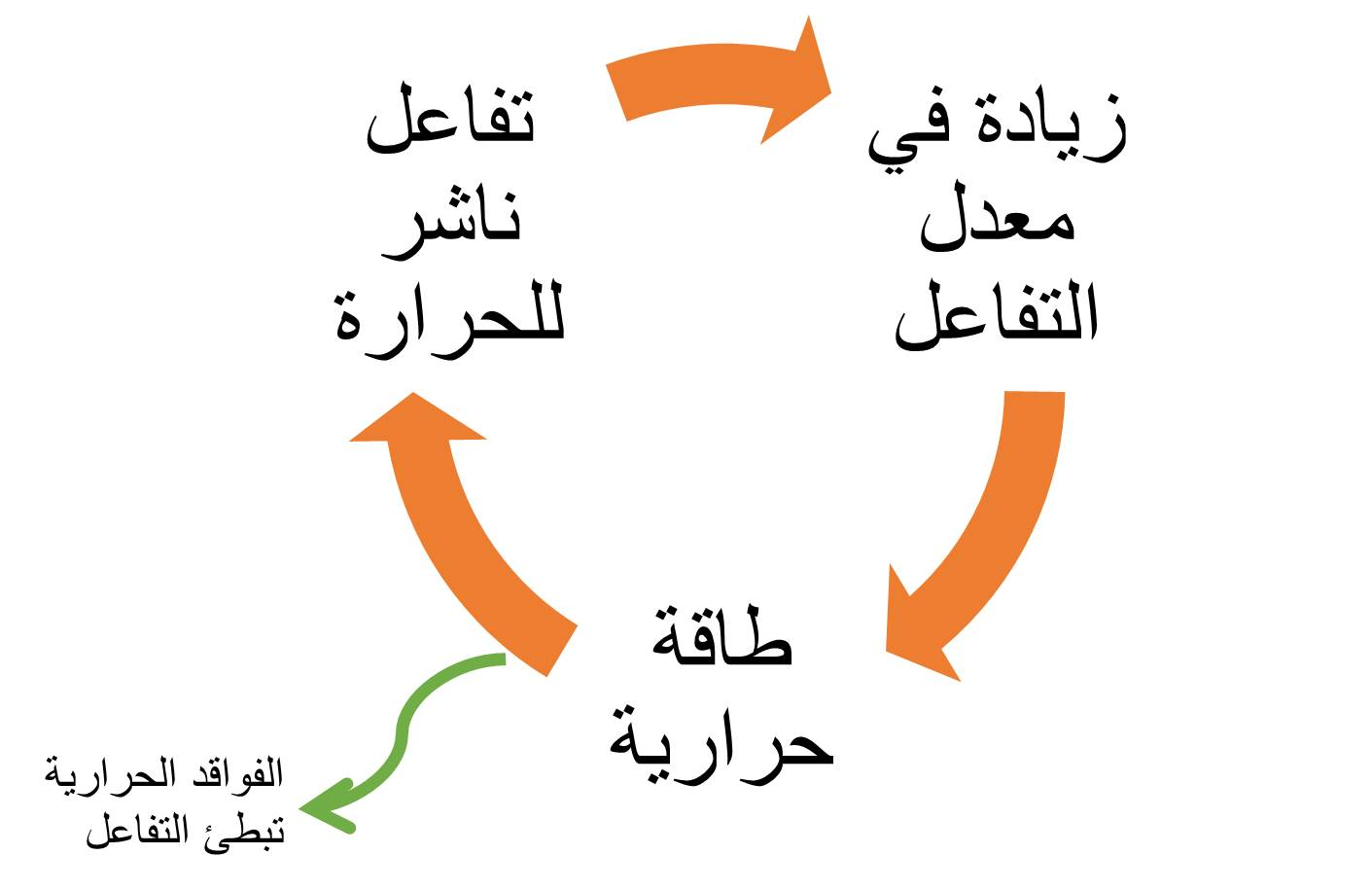
رسم توضيحي لمبدأ الانفلات الحراري

يحصل الانفلات الحراري أو الهروب الحراري (بالإنجليزية: Thermal runaway)‏ عندما تؤدي زيادة في درجة حرارة جملة فيزيائية ما إلى تغير حالة تلك الجملة تغيراً يؤدي إلى حصول زيادة جديدة في درجة الحرارة تؤدي بدورها لتغير جديد في حالة الجملة وهكذا، إلى أن ينتهي الامر غالبا بنتيجة مدمرة. يمكن توصيف الانفلات الحراري بأنه ارتجاع ايجابي خارج عن السيطرة.
يعبّر «الانفلات الحراري» عن عملية يتم تسريعها بزيادة درجة الحرارة فتقوم بدورها بانتاج طاقة تؤدي لزيادة درجة الحرارة. في الكيمياء (والهندسة الكيميائية)، ترتبط ظاهرة الانفلات الحراري مع التفاعلات الطاردة للحرارة التي تتسارع بزيادة الحرارة. في الهندسة الكهربائية عادة ما يطلق مصطلح الانفلات الحراري في سياق الحديث عن زيادة التيار الكهربائي وتبدد الطاقة. في الفيزياء الفلكية يقود الانفلات الحراري الناتج عن تفاعلات الاندماج النووي في النجوم إلى حدوث انفجارات المستعر والمستعر الأعظم كما يتجلى الانفلات الحراري أيضا في ظاهرة أخرى من ظواهر النجوم وهو وميض الهيليوم.
في دراسات الاحتباس الحراري يتخوف البعض أيضا أنه في حال تسبب الاحتباس الحراري بزيادة متوسط درجة حرارة سطح الأرض ما بين 3 إلى 4 درجات مئوية فوق المؤشر المرجعي لدرجة حراة سطح الأرض المعتمد في فترة ما قبل الثورة الصناعية، فإن ذلك قد يؤدي إلى زيادة مضطردة في درجة حرارة سطح الكوكب على نفس مبدأ الانفلات الحراري. على سبيل المثال ستؤدي زيادة تركيز غاز الميثان (ذو قدرة الحبس الحراري العالية) في الغلاف الجوي إلى ارتفاع درجات حرارة سطح الأرض مما سيؤدي إلى حصول ذوبان في التربة الصقيعية (الغنية بالكربون) مسببا اطلاق المزيد من الميثان إلى الجو لتتكرر الدورة مرة أخرى. أو مثلا قد يؤدي ارتفاع درجة الحرارة إلى تخلخل ترسبات هيدرات الميثان في قاع البحار مطلقة المزيد من غاز الميثان إلى الجو لتعاد الدورة من جديد في عملية انفلات حراري.

## الهندسة الكيميائية
يطلق على الانفلات الحراري في الهندسة الكيميائية الانفجار الحراري والسبب في هذا يعود إلى أنه عندما يخرج التفاعل الحراري على السيطرة فإنه غالبا ما ينتهي بحصول انفجار. في الهندسة الكيميائية العضوية يطلق على الانفلات الحراري اسم تفاعل انفلاتي.
يحصل الانفجار الحراري عندما يزداد معدل التفاعل بسبب زيادة درجة الحراري مسببا زيادة أخرى في درجة الحراري مما يقود إلى زيادة لاحقة في معدة التفاعل وهكذا. تسببت هذه الظاهرة بحصول حوادث صناعية لعل اشهرها هو فاجعة مدينة تكساس عام 1947 التي نتجت عن ارتفاع حرارة حمولة من نترات الامونيوم في ميناء المدينة، وكارثة بوبال حيث تسبب دخول ماء إلى خزان ميثيل ايزوسيانات إلى اطلاق عملية انفجار حراري.

## الهندسة الكهربائية

### البطاريات
قد يحصل الانفلات الحراري في البطاريات القابلة لإعادة الشحن لعدة أسباب منها أخطاء التصنيع وسوء الاستخدام. قد تنفجر خلايا بطاريات الجل والخلايا المحكمة بشكل عام بشكل عنيف في بعض الأحيان في حال لم تتمكن فتحات التنفيس (صمام الأمان) من العمل أو كان معدل إطلاق الغازات أسرع من قدرة الفتحات على التنفيس على التصريف. من بين أنواع البطاريات المختلفة تعاني بطاريات الليثيوم أيون بشكل خاص من مشاكل الانفلات الحراري حيث شاعت أخبار انفجار بطاريات الهواتف المحمولة والسجائر الالكترونية وغيرها من التجهيزات التي تستخدم بطاريات الليثيوم أيون. في أغسطس\أب عام 2012 شب حريق في نظام تخرين طاقة مكون من 12000 بطارية رصاص في جزيرة هاواي عجز رجال الإطفاء من اخماده بسبب سرعة انتقال الحرارة بين البطاريات المتجاورة بشكل عملية انفلات حراري.